# كليفورد جارفيس
كليفورد جارفيس (بالإنجليزية: Clifford Jarvis)‏ هو عازف جاز أمريكي، ولد في 26 أغسطس 1941 في بوسطن في الولايات المتحدة، وتوفي في 26 نوفمبر 1999 في لندن الكبرى في المملكة المتحدة.

## وصلات خارجية
- كليفورد جارفيس على موقع IMDb (الإنجليزية)
- كليفورد جارفيس على موقع ميوزك برينز (الإنجليزية)
- كليفورد جارفيس على موقع أول ميوزيك (الإنجليزية)
- كليفورد جارفيس على موقع ديسكوغز (الإنجليزية)